# Tubigon
Tubigon est une municipalité de la province de Bohol, aux Philippines.
Située au nord-ouest de l'île, elle possède le port le plus proche de l'île de Cebu et a des liaisons quotidiennes par ferry avec la ville de Cebu. Ce port a été agrandi dans les années 2010 pour recevoir plus de trafic océanique

## Histoire
Tubigon a été considérablement éprouvée par le séisme de 2013, avec 11 morts et plus de 7000 bâtiments endommagées.

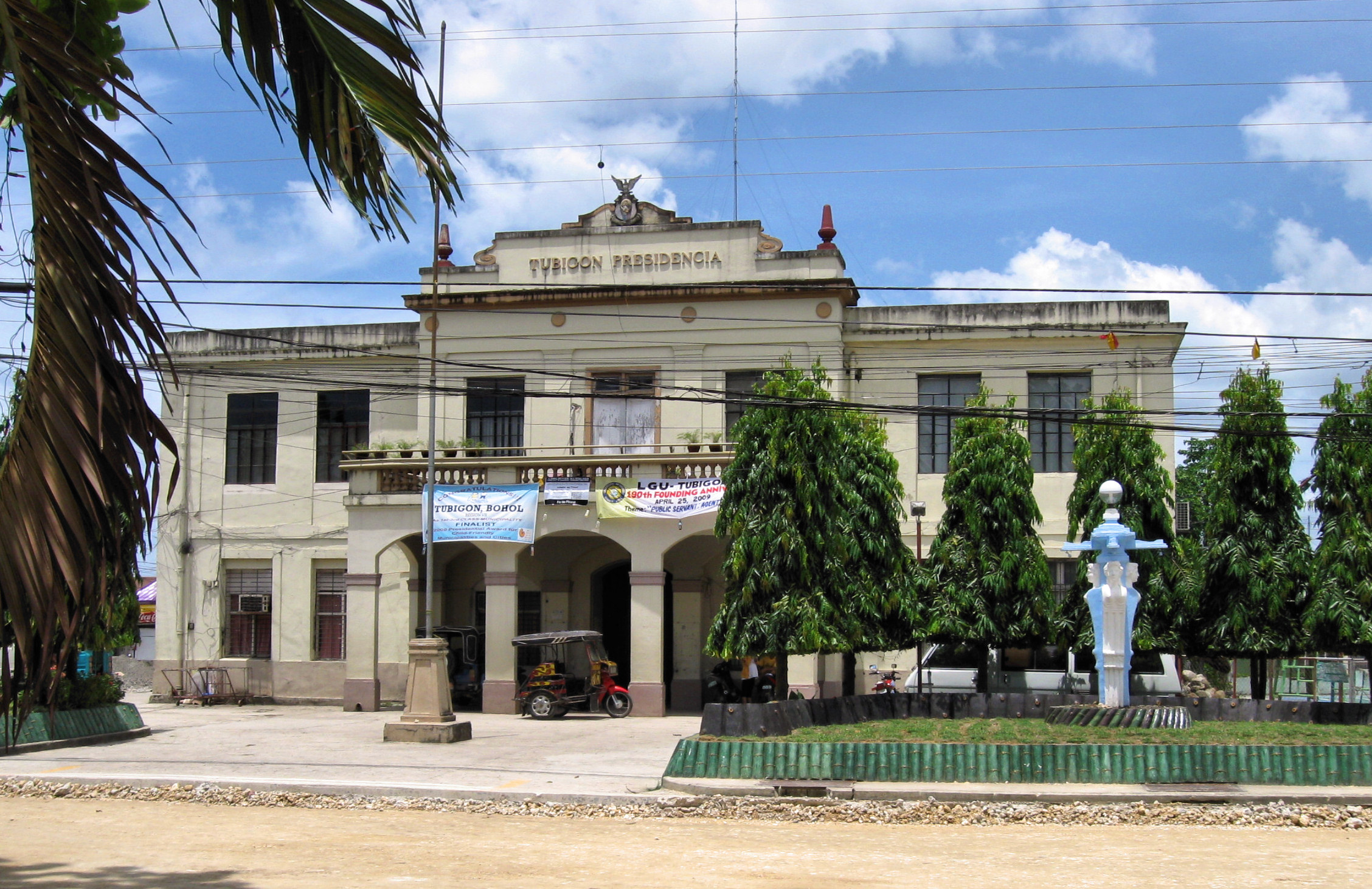
L'hôtel de ville avant...
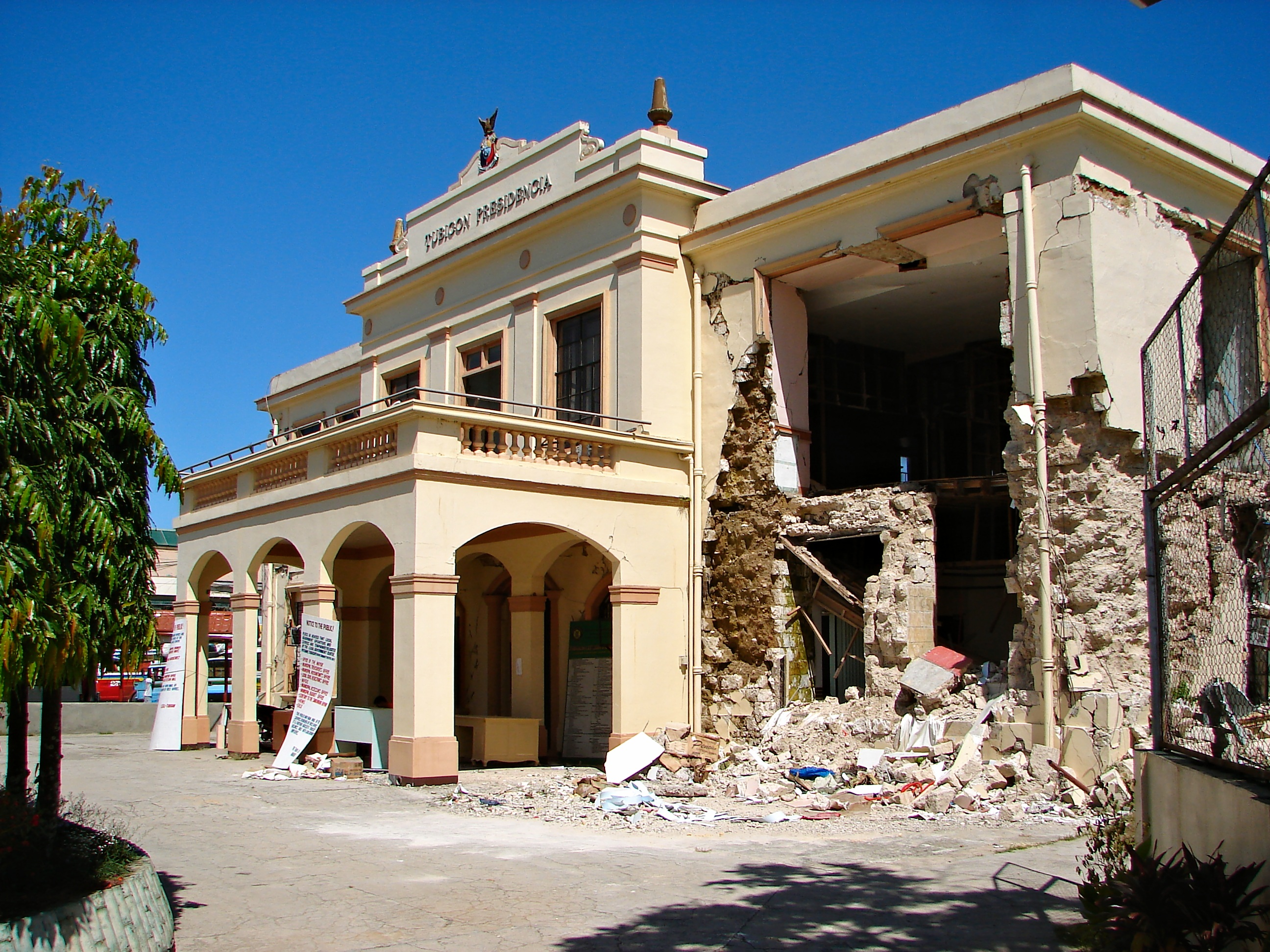
...et après le séisme.